# Котушув (Лодзинське воєводство)
Котушув (пол. Kotuszów) — село в Польщі, у гміні Александрув Пйотрковського повіту Лодзинського воєводства.
Населення — 253 особи (2011).
У 1975-1998 роках село належало до Пйотрковського воєводства.

## Демографія
Демографічна структура станом на 31 березня 2011 року:
|          | Загалом | Допрацездатний вік | Працездатний вік | Постпрацездатний вік |
| -------- | ------- | ------------------ | ---------------- | -------------------- |
| Чоловіки | 128     | 36                 | 78               | 14                   |
| Жінки    | 125     | 23                 | 64               | 38                   |
| Разом    | 253     | 59                 | 142              | 52                   |